# Coppa Intertoto 1967
La Coppa Intertoto 1967 è stata la prima edizione di questa competizione (la settima, contando anche quelle della Coppa Rappan) gestita dalla SFP, la società di scommesse svizzera.
Non era prevista la fase finale fra le vincitrici della fase a gironi estiva. Le squadre che si imponevano nei singoli raggruppamenti venivano considerate tutte vincenti a pari merito e ricevevano, oltre ad un piccolo trofeo, un cospicuo premio in denaro.

## Partecipanti
| Nazione                   | Squadra                                                            | Campionato | Note |
| ------------------------- | ------------------------------------------------------------------ | --- | ---- |
| Cecoslovacchia (bandiera) | Jednota Žilina VSS Košice Sklo Union Teplice Bohemians Praga       | 7º campionato di Cecoslovacchia 1966-67 8º campionato di Cecoslovacchia 1966-67 9º campionato di Cecoslovacchia 1966-67 11º campionato di Cecoslovacchia 1966-67                                                                               |      |
| Germania (bandiera)       | Hannover 96 Schalke 04 Werder Brema Fortuna Düsseldorf             | 9º campionato di Germania Ovest 1966-67 15º campionato di Germania Ovest 1966-67 16º campionato di Germania Ovest 1966-67 17º campionato di Germania Ovest 1966-67                                                                             |      |
| Paesi Bassi (bandiera)    | Feyenoord Sparta Rotterdam Go Ahead Eagles Groningen               | Vicecampione d'Olanda 1966-67 3º campionato d'Olanda 1966-67 5º campionato d'Olanda 1966-67 9º campionato d'Olanda 1966-67 |      |
| Svizzera (bandiera)       | Lugano Grasshoppers Sion Young Boys Grenchen Young Fellows Losanna | 3º campionato di Svizzera 1966-67 4º campionato di Svizzera 1966-67 6º campionato di Svizzera 1966-67 7º campionato di Svizzera 1966-67 8º campionato di Svizzera 1966-67 9º campionato di Svizzera 1966-67 10º campionato di Svizzera 1966-67 |      |
| Germania Est (bandiera)   | Lokomotive Lipsia Dinamo Dresda Carl Zeiss Jena Union Berlino      | Vicecampione Germania Est 1966-67 4º campionato della Germania Est 1966-67 5º campionato della Germania Est 1966-67 6º campionato della Germania Est 1966-67                                                                                   |      |
| Polonia (bandiera)        | Zagłębie Sosnowiec Ruch Chorzów Polonia Bytom GKS Katowice         | Vicecampione di Polonia 1966-67 3º campionato di Polonia 1966-67 6º campionato di Polonia 1966-67 7º campionato di Polonia 1966-67 |      |
| Svezia (bandiera)         | Djurgården IFK Norrköping Elfsborg IFK Göteborg AIK                | Campione di Svezia 1966 Vicecampione di Svezia 1966 3º campionato di Svezia 1966 4º campionato di Svezia 1966 5º campionato di Svezia 1966 |      |
| Francia (bandiera)        | Bordeaux Lilla Strasburgo Rouen                                    | 4º campionato di Francia 1966-67 10º campionato di Francia 1966-67 12º campionato di Francia 1966-67 16º campionato di Francia 1966-67 |      |
| Belgio (bandiera)         | Waregem Daring Bruxelles Lierse Beerschot                          | 7º campionato del Belgio 1966-67 8º campionato del Belgio 1966-67 9º campionato del Belgio 1966-67 10º campionato del Belgio 1966-67 |      |
| Austria (bandiera)        | Rapid Vienna Wacker Innsbruck LASK Calcio First Vienna             | Campione d'Austria 1966-67 Vicecampione d'Austria 1966-67 4º campionato d'Austria 1966-67 8º campionato d'Austria 1966-67 |      |
| Danimarca (bandiera)      | Frem KB Aarhus Vejle                                               | Vicecampione di Danimarca 1966 3º campionato di Danimarca 1966 4º campionato di Danimarca 1966 5º campionato di Danimarca 1966 |      |

## Squadre partecipanti
La fase a gironi del torneo era composta da dodici gruppi di quattro squadre ciascuno, i gruppi non sono divisi geograficamente e le squadre che si imponevano nei singoli raggruppamenti venivano considerate tutte vincenti a pari merito.
Rispetto alla Coppa Piano Karl Rappan, nella sua ultima edizione, le squadre di Jugoslavia e Italia non partecipano, mentre rientrano le squadre di Austria e per la prima volta dalla Danimarca.
- In giallo le vincitrici dei gironi.

|           | Austria          | Belgio           | Cecoslovacchia      | Danimarca | Francia    | Germania Est      | Germania Ovest     | Paesi Bassi      | Polonia            | Svezia         | Svizzera      |
| Girone A1 | -                | Waregem          | -                   | -         | Bordeaux   | -                 | -                  | Sparta Rotterdam | -                  | -              | Lugano        |
| Girone A2 | -                | Daring Bruxelles | -                   | -         | Strasburgo | -                 | -                  | Feijenoord       | -                  | -              | Losanna       |
| Girone A3 | -                | Beerschot        | -                   | -         | Lilla      | -                 | -                  | GVAV-Rapiditas   | -                  | -              | Sion          |
| Girone A4 | -                | Lierse           | -                   | -         | Rouen      | -                 | -                  | Go Ahead Eagles  | -                  | -              | Grenchen      |
| Girone B1 | Rapid Vienna     | -                | -                   | -         | -          | Lokomotive Lipsia | Hannover 96        | -                | -                  | IFK Norrköping | -             |
| Girone B2 | Wacker Innsbruck | -                | -                   | -         | -          | -                 | Schalke 04         | -                | Zagłębie Sosnowiec | Djurgården     | -             |
| Girone B3 | -                | -                | -                   | -         | -          | -                 | Werder Brema       | -                | Polonia Bytom      | Elfsborg       | Grasshoppers  |
| Girone B4 | -                | -                | Bohemians ČKD Praga | -         | -          | Carl Zeiss Jena   | -                  | -                | -                  | IFK Göteborg   | Young Fellows |
| Girone B5 | First Vienna     | -                | -                   | Frem      | -          | -                 | -                  | -                | Ruch Chorzów       | -              | Young Boys    |
| Girone B6 | -                | -                | VSS Košice          | Aarhus    |            | Dinamo Dresda     | -                  | -                | -                  | AIK            | -             |
| Girone B7 | -                | -                | Sklo Union Teplice  | KB        | -          | Union Berlino     | -                  | -                | GKS Katowice       | -              | -             |
| Girone B8 | LASK             | -                | ZVL Žilina          | Vejle     | -          | -                 | Fortuna Düsseldorf | -                | -                  | -              | -             |

## Risultati
Date: dal 3 giugno al 1º luglio (gironi della sezione "A") e dal 1º luglio al 6 agosto 1967 (sezione "B").

### Girone A1
| Squadra          | Pti | G | V | N | P | GF | GS | DR |
| ---------------- | --- | - | - | - | - | -- | -- | -- |
| Lugano           | 7   | 6 | 3 | 1 | 2 | 8  | 5  | +3 |
| Bordeaux         | 7   | 6 | 3 | 1 | 2 | 5  | 7  | -2 |
| Sparta Rotterdam | 6   | 6 | 3 | 0 | 3 | 9  | 6  | +3 |
| Waregem          | 4   | 6 | 2 | 0 | 4 | 6  | 10 | -4 |

|          | Lug | Bor | Spa | War |
| -------- | --- | --- | --- | --- |
| Lugano   |     | 0-0 | 2-0 | 2-1 |
| Bordeaux | 2-1 |     | 1-4 | 0-2 |
| Sparta   | 1-0 | 0-1 |     | 4-0 |
| Waregem  | 1-3 | 0-1 | 2-0 |     |

### Girone A2
| Squadra          | Pti | G | V | N | P | GF | GS | DR  |
| ---------------- | --- | - | - | - | - | -- | -- | --- |
| Feijenoord       | 10  | 6 | 5 | 0 | 1 | 17 | 6  | +11 |
| Daring Bruxelles | 7   | 6 | 3 | 1 | 2 | 8  | 9  | -1  |
| Strasburgo       | 4   | 6 | 1 | 2 | 3 | 6  | 11 | -5  |
| Losanna          | 3   | 6 | 1 | 1 | 4 | 8  | 13 | -5  |

|             | Fey | RDC | Str | Los |
| ----------- | --- | --- | --- | --- |
| Feyenoord   |     | 5-1 | 3-0 | 2-1 |
| Daring Club | 1-0 |     | 0-0 | 1-0 |
| Strasburgo  | 1-3 | 3-1 |     | 0-2 |
| Losanna     | 2-4 | 1-4 | 2-2 |     |

### Girone A3
| Squadra        | Pti | G | V | N | P | GF | GS | DR |
| -------------- | --- | - | - | - | - | -- | -- | -- |
| Lilla          | 8   | 6 | 3 | 2 | 1 | 10 | 6  | +4 |
| Sion           | 7   | 6 | 3 | 1 | 2 | 10 | 7  | +3 |
| Beerschot      | 5   | 6 | 1 | 3 | 2 | 6  | 9  | -3 |
| GVAV-Rapiditas | 4   | 6 | 1 | 2 | 3 | 5  | 9  | -4 |

|           | Lil | Sio | Bee | Gro |
| --------- | --- | --- | --- | --- |
| Lilla     |     | 0-0 | 0-1 | 2-1 |
| Sion      | 1-3 |     | 5-2 | 3-1 |
| Beerschot | 2-2 | 0-1 |     | 1-1 |
| Groningen | 1-3 | 1-0 | 0-0 |     |

### Girone A4
| Squadra         | Pti | G | V | N | P | GF | GS | DR |
| --------------- | --- | - | - | - | - | -- | -- | -- |
| Lierse          | 9   | 6 | 4 | 1 | 1 | 13 | 7  | +6 |
| Grenchen        | 6   | 6 | 2 | 2 | 2 | 8  | 9  | -1 |
| Rouen           | 5   | 6 | 1 | 3 | 2 | 9  | 15 | -6 |
| Go Ahead Eagles | 4   | 6 | 2 | 0 | 4 | 12 | 11 | +1 |

|                 | Lie | Gre | Rou | GAE |
| --------------- | --- | --- | --- | --- |
| Lierse          |     | 3-1 | 1-1 | 2-0 |
| Grenchen        | 2-1 |     | 1-1 | 2-0 |
| Rouen           | 2-4 | 1-1 |     | 4-3 |
| Go Ahead Eagles | 1-2 | 3-1 | 5-0 |     |

### Girone B1
| Squadra           | Pti | G | V | N | P | GF | GS | DR |
| ----------------- | --- | - | - | - | - | -- | -- | -- |
| Hannover 96       | 9   | 6 | 4 | 1 | 1 | 10 | 6  | +4 |
| Lokomotive Lipsia | 7   | 6 | 3 | 1 | 2 | 10 | 5  | +5 |
| IFK Norrköping    | 4   | 6 | 2 | 0 | 4 | 12 | 16 | -4 |
| Rapid Vienna      | 4   | 6 | 1 | 2 | 3 | 9  | 14 | -5 |

|            | Han | Lok | Nor | Rap |
| ---------- | --- | --- | --- | --- |
| Hannover   |     | 2-1 | 1-2 | 1-1 |
| Lokomotive | 1-2 |     | 4-0 | 2-1 |
| Norrköping | 1-2 | 0-2 |     | 6-3 |
| Rapid      | 0-2 | 0-0 | 4-3 |     |

### Girone B2
| Squadra            | Pti | G | V | N | P | GF | GS | DR  |
| ------------------ | --- | - | - | - | - | -- | -- | --- |
| Zagłębie Sosnowiec | 10  | 6 | 5 | 0 | 1 | 14 | 7  | +7  |
| Schalke 04         | 7   | 6 | 3 | 1 | 2 | 7  | 7  | 0   |
| Wacker Innsbruck   | 5   | 6 | 2 | 1 | 3 | 15 | 10 | +5  |
| Djurgården         | 2   | 6 | 1 | 0 | 5 | 6  | 18 | -12 |

|            | Zag | Sch | Wac | Dju |
| ---------- | --- | --- | --- | --- |
| Zagłębie   |     | 1-0 | 4-3 | 4-1 |
| Schalke    | 1-0 |     | 1-1 | 2-0 |
| Wacker     | 1-3 | 1-2 |     | 2-0 |
| Djurgården | 1-2 | 4-1 | 0-7 |     |

### Girone B3
| Squadra       | Pti | G | V | N | P | GF | GS | DR  |
| ------------- | --- | - | - | - | - | -- | -- | --- |
| Polonia Bytom | 10  | 6 | 5 | 0 | 1 | 16 | 6  | +10 |
| Werder Brema  | 8   | 6 | 3 | 2 | 1 | 12 | 7  | +5  |
| Elfsborg      | 3   | 6 | 1 | 1 | 4 | 10 | 16 | -6  |
| Grasshoppers  | 3   | 6 | 1 | 1 | 4 | 9  | 18 | -9  |

|              | Pol | Wer | Elf | Gra |
| ------------ | --- | --- | --- | --- |
| Polonia      |     | 2-1 | 3-0 | 5-1 |
| Werder       | 2-0 |     | 4-1 | 1-1 |
| Elfsborg     | 1-2 | 2-2 |     | 5-2 |
| Grasshoppers | 1-4 | 1-2 | 3-1 |     |

### Girone B4
| Squadra             | Pti | G | V | N | P | GF | GS | DR  |
| ------------------- | --- | - | - | - | - | -- | -- | --- |
| IFK Göteborg        | 9   | 6 | 4 | 1 | 1 | 16 | 7  | +9  |
| Carl Zeiss Jena     | 9   | 6 | 4 | 1 | 1 | 10 | 9  | +1  |
| Bohemians ČKD Praga | 5   | 6 | 2 | 1 | 3 | 12 | 8  | +4  |
| Young Fellows       | 1   | 6 | 0 | 1 | 5 | 6  | 20 | -14 |

|               | Göt | C.Z | Boh | Y.F |
| ------------- | --- | --- | --- | --- |
| Göteborg      |     | 4-0 | 2-1 | 2-2 |
| Carl Zeiss    | 3-1 |     | 1-0 | 3-2 |
| Bohemians     | 1-3 | 1-1 |     | 4-0 |
| Young Fellows | 0-4 | 1-2 | 1-5 |     |

### Girone B5
| Squadra      | Pti | G | V | N | P | GF | GS | DR  |
| ------------ | --- | - | - | - | - | -- | -- | --- |
| Ruch Chorzów | 12  | 6 | 6 | 0 | 0 | 18 | 6  | +12 |
| Frem         | 5   | 6 | 2 | 1 | 3 | 11 | 11 | 0   |
| Young Boys   | 4   | 6 | 1 | 2 | 3 | 8  | 12 | -4  |
| First Vienna | 3   | 6 | 1 | 1 | 4 | 6  | 14 | -8  |

|            | Ruc | Fre | Y.B | Fir |
| ---------- | --- | --- | --- | --- |
| Ruch       |     | 5-1 | 4-3 | 2-0 |
| Frem       | 1-2 |     | 4-1 | 4-1 |
| Young Boys | 0-2 | 0-0 |     | 2-0 |
| First      | 1-3 | 2-1 | 2-2 |     |

### Girone B6
| Squadra       | Pti | G | V | N | P | GF | GS | DR |
| ------------- | --- | - | - | - | - | -- | -- | -- |
| VSS Košice    | 9   | 6 | 3 | 3 | 0 | 11 | 4  | +7 |
| Dinamo Dresda | 7   | 6 | 3 | 1 | 2 | 10 | 7  | +3 |
| AIK           | 7   | 6 | 3 | 1 | 2 | 7  | 11 | -4 |
| Aarhus        | 1   | 6 | 0 | 1 | 5 | 5  | 11 | -6 |

|        | Koš | Din | AIK | Aar |
| ------ | --- | --- | --- | --- |
| Košice |     | 2-1 | 4-0 | 3-1 |
| Dinamo | 0-0 |     | 1-2 | 2-1 |
| AIK    | 1-1 | 1-4 |     | 1-0 |
| Aarhus | 1-1 | 1-2 | 1-2 |     |

### Girone B7
| Squadra            | Pti | G | V | N | P | GF | GS | DR |
| ------------------ | --- | - | - | - | - | -- | -- | -- |
| KB                 | 10  | 6 | 5 | 0 | 1 | 10 | 4  | +6 |
| Sklo Union Teplice | 9   | 6 | 4 | 1 | 1 | 9  | 4  | +5 |
| Union Berlino      | 3   | 6 | 1 | 1 | 4 | 4  | 7  | -3 |
| GKS Katowice       | 2   | 6 | 1 | 0 | 5 | 4  | 12 | -8 |

|          | KB  | Tep | Uni | Kat |
| -------- | --- | --- | --- | --- |
| KB       |     | 1-0 | 1-0 | 3-2 |
| Teplice  | 2-1 |     | 1-1 | 3-1 |
| Union    | 0-3 | 0-1 |     | 3-0 |
| Katowice | 0-1 | 0-2 | 1-0 |     |

### Girone B8
| Squadra            | Pti | G | V | N | P | GF | GS | DR |
| ------------------ | --- | - | - | - | - | -- | -- | -- |
| Fortuna Düsseldorf | 8   | 6 | 4 | 0 | 2 | 12 | 10 | +2 |
| LASK               | 7   | 6 | 2 | 3 | 1 | 7  | 6  | +1 |
| Vejle              | 6   | 6 | 2 | 2 | 2 | 12 | 11 | +1 |
| ZVL Žilina         | 3   | 6 | 0 | 3 | 3 | 3  | 7  | -4 |

|         | For | Lin | Vej | Žil |
| ------- | --- | --- | --- | --- |
| Fortuna |     | 2-1 | 3-2 | 1-0 |
| Linz    | 2-1 |     | 2-1 | 1-1 |
| Vejle   | 5-3 | 1-1 |     | 2-1 |
| Žilina  | 0-2 | 0-0 | 1-1 |     |